# Methanobacteria
Methanobacteria är en klass av arkéer som ingår i fylumet Euryarchaeota.